# Cannon House Office Building
O Cannon House Office Building é um dos prédios em Washington, D.C. que abrigam os escritórios da Câmara dos Representantes dos Estados Unidos, sendo também o mais antigo prédio adjacente ao Capitólio. Foi construído em estilo Beaux-Arts na década de 1900. É o prédio mais velho do Congresso norte-americano.

## História
Cannon House, o primeiro prédio de escritórios do Congresso, foi construído no início do século XX para desobstruir o Capitólio. Em 1901, o Arquiteto do Capitólio, Edward Clark desenhou alguns prédios que seriam adjacentes ao Capitólio. Quatro anos depois a Carrère and Hastings foi contratada e dividiu-se em dois serviços: o Cannon House Building (para a Câmara) e o Russell Senate Office Building (para o Senado).
Ambos os prédios possuíam centenas de inovações como: eletricidade, lavatórios individuais e uma rede de túneis que os conectavam com o Capitólio. O Cannon House Building foi primeiramente ocupado em 1907, durante a 60ª Legislatura. Concluído em 1908, o prédio e seus escritórios mudaram completamente o ambiente de trabalho dos membros do Congresso: antes de sua construção, os políticos não tinham salas, apenas uma mesa na Câmara. Em 1913, a Câmara  reavaliou o espaço da construção e adicionou-lhe cerca de 51 novas salas.
Em 1962, o prédio foi batizado em homenagem ao ex-Presidente da Câmara, Joseph Gurney Cannon.